# Плисфен (пьеса)
«Плисфен» (др.-греч. Πλεισθένης) — трагедия древнегреческого драматурга Еврипида (V век до н. э.) на сюжет, связанный с мифами о Пелопидах. Её текст почти полностью утрачен. Возможно, краткий пересказ содержания пьесы содержится в одной из «Фабул» Псевдо-Гигина.
Заглавный герой трагедии — мифологический персонаж, сын микенского царя Атрея, которого воспитал как своего Фиест. Плисфен получил от приёмного отца приказ убить Атрея, но последний сам убил его, не зная о его происхождении. Антиковеды отмечают, что Фиест у Еврипида проявил большую хитрость, решив использовать сына против отца.
В одном из сохранившихся фрагментов «Плисфена» Еврипид высказывает своё мнение по актуальным политическим вопросам. Он говорит устами одного из персонажей, что не следует отдавать всю власть в полисе народу, а политиков-демократов не нужно ни изгонять (так как они полезны для города), ни слишком возвеличивать (так как из них могут получиться тираны).